# Swaham
Swaham è un film del 1994 diretto da Shaji N. Karun.
Fu presentato in concorso al Festival di Cannes 1994.